# Fudbalski klub Železnički atletski klub
Il FK ŽAK, per intero Fudbalski klub Železnički atletski klub (in cirillico Фудбалски клуб Железнички атлетски клуб), conosciuto semplicemente come ŽAK Kikinda, è una squadra di calcio di Kikinda in Voivodina (Serbia).

## Nome
L'acronimo ŽAK sta per Železničarski atletski klub, club atletico ferroviario.

## Storia
Il club viene fondato nel 1931 e si iscrive nella Velikobečkerečki loptački podsavez, la sottofederazione calcistica di Veliki Bečkerek (città che nel 1935 cambia il nome in Petrovgrad e nel 1946 in Zrenjanin). Vince due volte la 1. razred (prima classe) della sottofederazione: nel 1935 e nel 1936. Questo gli permette la partecipazione al Državno prvenstvo (il campionato nazionale), nel 1935 finisce ultimo nel girone di qualificazione con BASK Belgrado, Vojvodina, ŽAK Subotica e Šparta Zemun, nel 1936 il campionato nazionale viene disputato con la forumula dell'eliminazione diretta e lo ŽAK esce al primo turno, sconfitto dal NAK Novi Sad (0–4 e 3–3).
Dopo la fine della seconda guerra mondiale milita sempre nelle divisioni minori, attualmente milita in Vojvođanska liga "Istok", quarto livello nella piramide calcistica serba.

### Cronistoria
| stagione | 1. razred Petrovgrad     | Državno prvenstvo     |
| -------- | ------------------------ | --------------------- |
| 1933–34  | 2º su 5                  |                       |
| 1934–35  | 1º su 6                  |                       |
| 1935–36  | 1º su 6                  | Eliminato primo turno |
| 1936–37  | Eliminato quarti         |                       |
| 1937–38  | Eliminato qualificazioni |                       |
| 1938–39  | 3º su 10                 |                       |
| 1939–40  | 3º su 10                 |                       |

| Stagione | Campionato                        | Campionato | Campionato | Campionato | Kup Srbije |
| Stagione | Categoria                         | Liv.       | Posizione  | Verdetti   | Kup Srbije |
| -------- | --------------------------------- | ---------- | ---------- | ---------- | ---------- |
| 2004–05  | Područna liga Zrenjanin           | V          | 4º su 16   |            |            |
| 2005–06  | Područna liga Zrenjanin           | V          | 1º su 16   | Promosso   |            |
| 2006–07  | Vojvođanska liga Est              | IV         | 7º su 16   |            |            |
| 2007–08  | Vojvođanska liga Est              | IV         | 8º su 16   |            |            |
| 2008–09  | Vojvođanska liga Est              | IV         | 18º su 16  | Retrocede  |            |
| 2009–10  | Područna liga Zrenjanin           | V          | 15º su 15  | Retrocede  |            |
| 2010–11  | Opštinska liga Kikinda-Novi Bečej | VI         | 3º su 6    |            |            |
| 2011–12  | Opštinska liga Kikinda-Novi Bečej | VI         | 3º su 8    |            |            |
| 2012–13  | Opštinska liga Kikinda-Novi Bečej | VI         | 3º su 7    |            |            |
| 2013–14  | Opštinska liga Kikinda-Novi Bečej | VI         | 1º su 6    | Promosso   |            |
| 2014–15  | Područna liga Zrenjanin           | V          | 2º su 16   | Promosso   |            |
| 2015–16  | Banatska zona                     | IV         | 13º su 16  |            |            |
| 2016–17  | Vojvođanska liga Est              | IV         | 11º su 16  |            |            |
| 2017–18  | Vojvođanska liga Est              | IV         | 15º su 16  |            |            |
| 2018–19  | Vojvođanska liga Est              | IV         | 12º su 16  |            |            |
| 2019–20  | Vojvođanska liga Est              | IV         |            |            |            |

## Stadio
Lo Stadion FK ŽAK è il campo di gioco dei giocatori in maglia gialla. Si trova a Vašarište (un quartiere di Kikinda) ed ha una capienza di 2000 posti.
I tifosi più accesi sono i žuti mravi (formiche gialle) e hanno come rivali i concittadini del OFK Kikinda.

## Palmarès

### Competizioni regionali
- Petrovgradski loptački podsavez: 2

1934-1935, 1935-1936